# Уметбаевы
Уметбаевы — дворянский род. Из башкир деревни Ибрагимово, Юмран-Табынской волости Ногайской дороги (ныне Кармаскалинского района Республики Башкортостан).
Башкирский род Уметбаевых во второй половине XIX века записан в дворянскую родословную книгу Уфимской губернии.

## Общая характеристика
Родоначальником башкирского рода Уметбаевых является Уметбай Мурзашев, получивший в 1683 году царскую «владельную грамоту» на земли Юмран-Табынской волости. Был аманатом от своей волости.
Из Уметбаевых наиболее известны:
- Кусяпкул Габбасович Уметбаев (1789—?) служил в звании зауряд-есаула, а в 1816 году — помощника юртового старшины.
- Нигматулла Габбасович Уметбаев (1799—?) — урядник.
- Ишмухамет Ишигулович Уметбаев (1803—1861) — есаул. С 1817 года служил в VIII Башкирском кантоне. В 1818 и 1821 годах проходил службу на Оренбургской линии в Орской и Таналыкской крепостях. С 1826 года являлся писарем юртового старшины, а с 1836 года — кантонным начальником VIII Башкирского кантона. В 1831—1832 гг. служил в составе 5-го Башкирского полка в городах Могилёв и Чембарск. За заслуги был награждён орденом Святого Станислава III степени. Его первая жена — Алифбика Бурханитдинова, вторая жена — Балхиза Балапанова. Дочери — Бадигульямал, Гадима, Ханифа, Зухра, сыновья — Шамсутдин, Фахритдин, Гайнитдин, Мухаметсалим, Габдулла, Сулейман[1].
- Динмухамет Ишигулович Уметбаев (1805—1853) — хорунжий.
- Кагарман Ишигулович Уметбаев (1808—1857) — зауряд-хорунжий.

Из сыновей Кусяпкула Габбасовича известен Давлетбай Уметбаев (1823—?) — зауряд-хорунжий, в 1859 году — юртовой старшина.
Из сыновей Ишмухамета Уметбаева были наиболее известны:

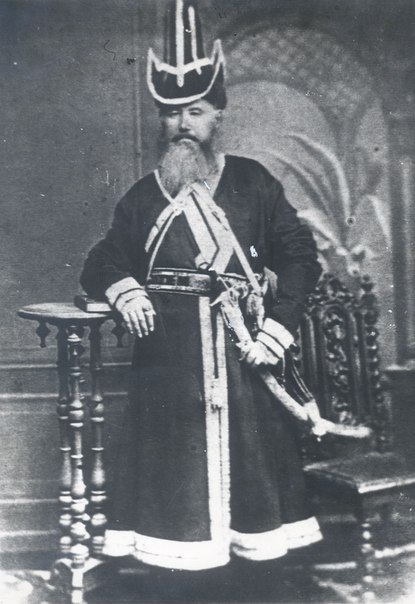
Фахретдин Ишмухаметович Уметбаев (1831—?)

- Фахретдин Уметбаев (1831—?) — зауряд-сотник. С 1848 года проходил службу в XIX Башкирском кантоне, а с 1849 года — при командующим Башкирским войском. С 1850 года служил на общественном башкирском войсковом заводе, с 1851 года — при канцелярии командующего Башкирским войском, со следующего года — в сводном Башкирском учебном полку. В 1856 году возглавлял башкирскую делегацию на коронации Александра II в Москве, где за организацию охоты ловчими птицами во время коронации император подарил ему бриллиантовый перстень. Сцена охоты ловчими птицами вошла в коронационный альбом императора Александра II в виде рисунка под названием «Охота башкир с соколами в присутствии императора Александра II». В 1856 году назначен начальником XXVII Башкирским кантоном.
- Мухаметсалим Уметбаев (1841—1907) — башкирский поэт-просветитель, переводчик, филолог, этнограф, общественный деятель, публицист. Его родословная выглядит следующим образом: Эмир Курган → Фирузшах → Хани → Туктар-бий → Айкымбирде → Юмран → Ишембет → Мурзаш → Уметбай → Утягул → Субхангул → Габбас → Ишигул → Ишмухамет → Мухаметсалим[2].
- Сулейман Уметбаев (1850—?) — волостной старшина.

Из сыновей Мухаметсалима Ишмухаметовича известен Баязит Уметбаев — указной мулла в деревне Ибрагимово. Совершил паломничество по святым местам мусульман.

## Галерея
|  |  |